# Środa Śląska

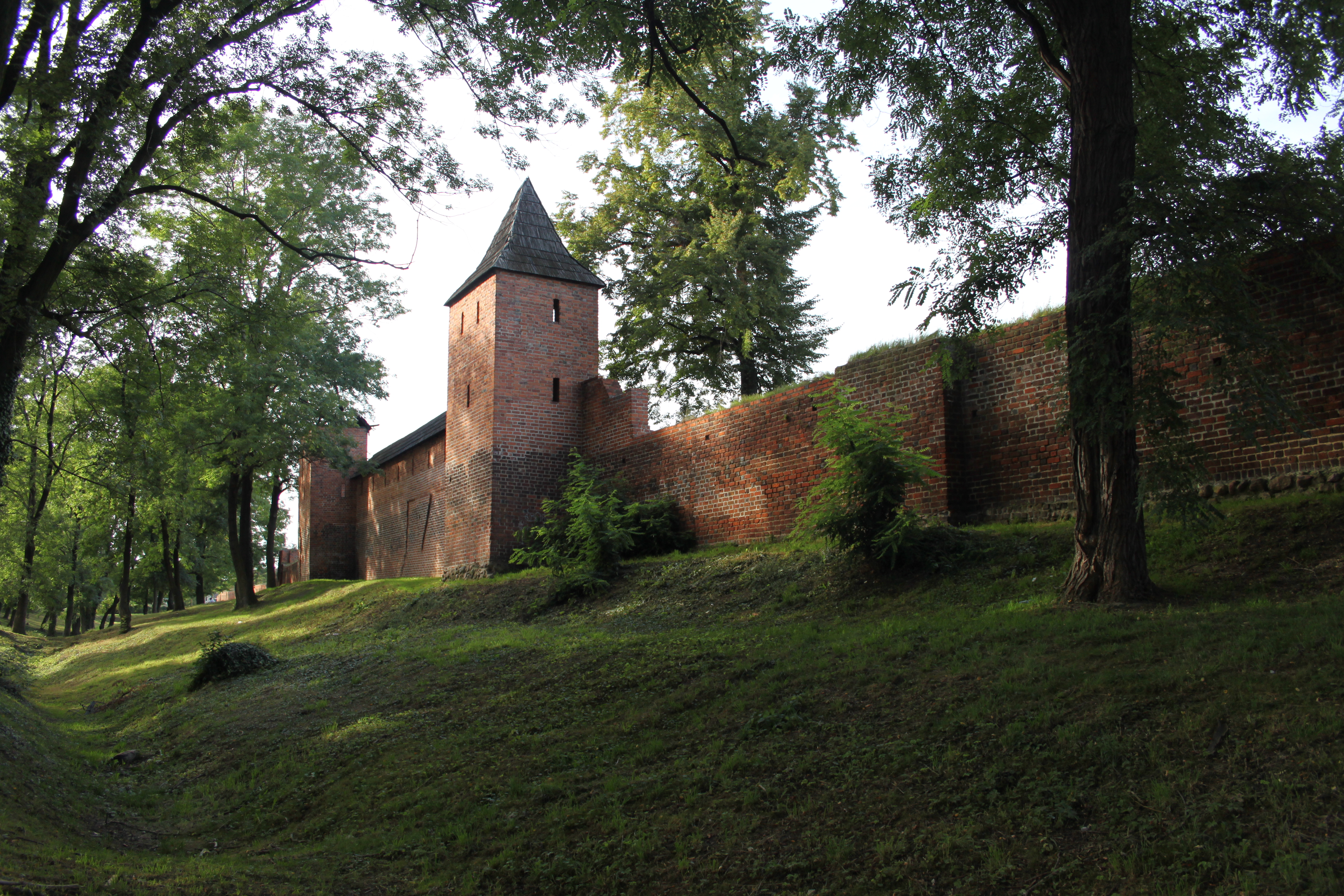
Erhaltener Teil der Stadtbefestigung aus dem 13. Jahrhundert

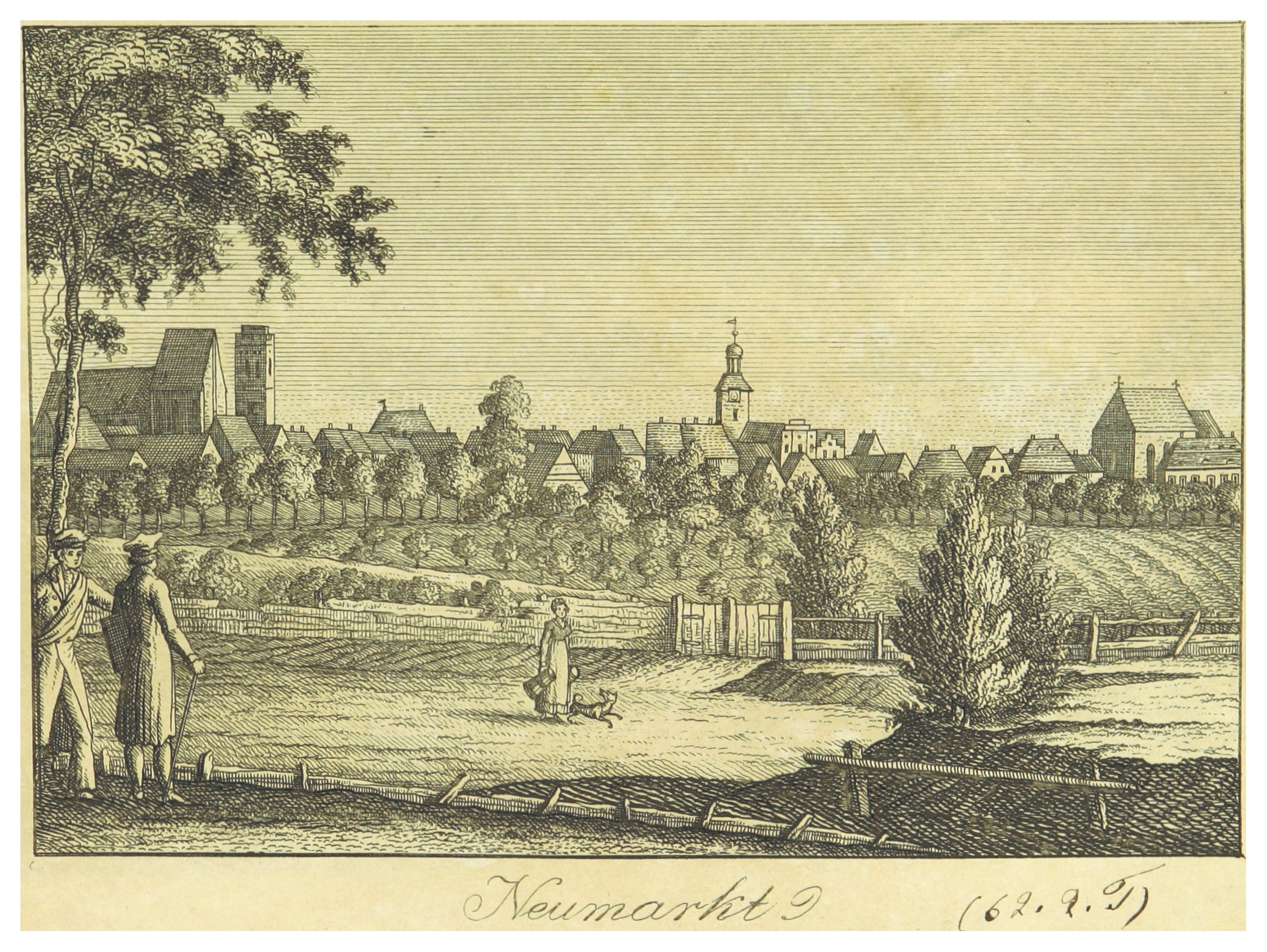
Stadtansicht um 1815

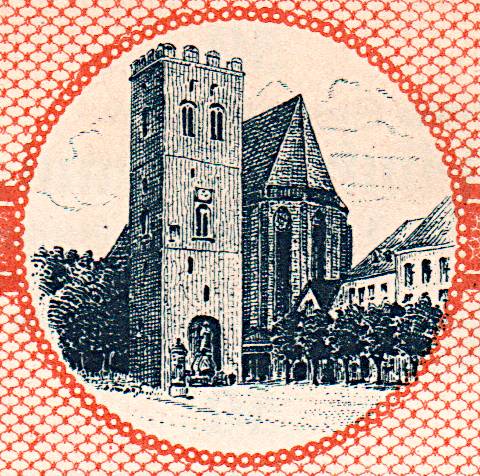
Die Pfarrkirche St. Andreas auf einem Notgeldschein von 1920

Środa Śląska [ˈɕrɔda ˈɕlɔŋska] (deutsch Neumarkt in Schlesien) ist eine Kreisstadt in der Woiwodschaft Niederschlesien in Polen. Sie ist Sitz der Stadt- und Landgemeinde Środa Śląska mit 19.889 Einwohnern (Stand 31. Dezember 2020) und des Powiat Średzki.

## Geographie
Die Stadt liegt in einem fruchtbaren Ackerbaugebiet am Flüsschen Średzka Woda (Neumarkter Wasser), elf Kilometer südlich der Oder und 31 Kilometer nordwestlich von Breslau. Die Stadt bildet den Mittelpunkt der Neumarkter Platte, die sich zwischen Oder, Kaczawa (Katzbach), Nysa Szalona (Wütende Neiße) und der Strzegomka (Striegauer Wasser) erstreckt.

## Geschichte
Vermutlich in seinen ersten Regierungsjahren stattete Herzog Heinrich I., der dem Geschlecht der Schlesischen Piasten entstammte, den damaligen Markt „Szroda“ mit Deutschem Recht aus. Dabei fand das Magdeburger Recht Anwendung, das in einzelnen Punkten den schlesischen Verhältnissen angepasst und später als Neumarkter Recht bezeichnet wurde. Erstmals erwähnt wurde Neumarkt 1223, als der Breslauer Bischof Lorenz die Stadt Ujest zu dem Recht aussetzte, „das der Neue Markt Herzog Heinrichs, der Szroda genannt wird“, anwandte. 1228 wurde es als lateinisch villa (Dorf) bezeichnet, und für 1229 sind ein Schultheiß sowie ein Landvogt belegt. 1238 wurde es als civitas bezeichnet.
Die Stadt wurde nach einem regelmäßigen Plan mit annähernd gitterförmigem Straßennetz und einer geraden Hauptstraße angelegt, die im Stadtzentrum zu einem spindelförmigen Marktplatz verbreitert ist. Für das Jahr 1233 ist die Pfarrkirche St. Andreas belegt, und um 1253 wurde im Nordwesten der Stadt eine herzogliche Stadtburg errichtet, deren erster Burggraf für das Jahr 1269 belegt ist. Ebenfalls um diese Zeit entstand im Südosten der Stadt vermutlich das Franziskanerkloster, das jedoch erst 1318 nachweislich ist und zur Sächsischen Franziskanerprovinz (Saxonia) gehörte.
Bei der Teilung des Herzogtums Schlesien 1248/1251 gelangte Neumarkt an das Herzogtum Breslau und mit diesem zusammen 1327 als ein Lehen an die Krone Böhmen. Nach dem Tod des letzten Breslauer Herzogs Heinrich VI. 1335 und dem damit verbundenen Heimfall des Herzogtums Breslau an Böhmen unterstand die Neumarkter Burg dem Landesherrn, der die Burggrafen einsetzte und die Burg zeitweise auch verlehnte. 1327 war sie im Besitz des Ticzco von Reideburg, 1444 gehörte sie dem Leonhard Asenheimer aus Bayern, 1514 dem Peter von Sack und 1573 dem Anton von Mühlheim. Zeitweise gehörte sie dem Rat der Stadt Breslau, der die Landeshauptmannschaft über das Herzogtum Breslau ausübte. Anfang des 17. Jahrhunderts wurde die Burg von der Stadt Breslau erworben. Im 18. Jahrhundert begann ihr Zerfall und Anfang des 19. Jahrhunderts wurde sie abgebrochen.
Im 13. und 14. Jahrhundert war das von einer Stadtmauer umgebene Neumarkt ein Zentrum von Handwerkern und Händlern. Es besaß die Zollfreiheit für den Handel mit Böhmen, drei Jahrmärkte, das Meilenrecht sowie freien Salzmarkt. Für das Jahr 1323 ist eine Zunft der Winzerzunft nachgewiesen. 1349 übertrug der Breslauer Bischof Preczlaw von Pogarell das Patronat über das vor der Stadt liegende Marienspital den Benediktinermönchen des Klosters Opatowitz in Ostböhmen. Nachdem dieses Kloster 1421 durch die Hussiten zerstört worden war, flohen die Mönche nach Neumarkt, wo sie eine Propstei gründeten, in der die Opatowitzer Äbte bis 1535 residierten. Nachdem sich für den letzten Abt Gregor II. Rüdiger kein Nachfolger fand, wurden die Propsteien Neumarkt und Wahlstatt durch den Liegnitzer Herzog Friedrich II. eingezogen und verkauft.
Nachdem sich ab 1523 die Reformation ausbreitete, wurde 1527 die Franziskanerkirche evangelisch, 1540 die Pfarrkirche St. Andreas, und 1744/45 wurde die Dreifaltigkeitskirche errichtet. Nach dem Dreißigjährigen Krieg wurde die Gegenreformation durchgeführt und 1675 das Kloster wieder mit Franziskanern besetzt.
Nach dem Ersten Schlesischen Krieg fiel Neumarkt 1742 wie fast ganz Schlesien an Preußen. Im Siebenjährigen Krieg wurde Neumarkt am 4. Dezember 1757 von König Friedrich II. eingenommen, wodurch es zur Schlacht von Leuthen kam. Während der Napoleonischen Kriege hielt sich vom 30. Mai bis 5. Juni 1813 Napoleon im französischen Hauptquartier in Neumarkt auf, wo der Waffenstillstand von Pläswitz ausgehandelt wurde. Nach der Neugliederung Preußens gehörte Neumarkt seit 1815 zur Provinz Schlesien und war ab 1816 Sitz des Landkreises Neumarkt, der zum Regierungsbezirk Breslau gehörte.
Von wirtschaftlicher Bedeutung waren der Tabakanbau sowie die Lederindustrie. Die 1843 eröffnete Eisenbahnlinie Breslau–Liegnitz–Berlin führte zunächst vier Kilometer an Neumarkt vorbei. Erst 1926 wurde eine Verbindungsbahn von Ober Stephansdorf nach Neumarkt geschaffen. Nach den 1939 erfolgten Eingemeindungen von Flämischdorf, Probstei und Pfaffendorf betrug die Einwohnerzahl 6428.
Im Zweiten Weltkrieg eroberte Ende Januar 1945 die Rote Armee Neumarkt. Als Folge des Zweiten Weltkriegs fiel Neumarkt 1945 mit dem größten Teil Schlesiens an Polen. Nachfolgend wurde es in Środa Śląska umbenannt. Die deutsche Bevölkerung wurde, soweit sie nicht vorher geflohen war, weitgehend vertrieben. Die neu angesiedelten Bewohner waren teilweise Zwangsumgesiedelte aus Ostpolen, das an die Sowjetunion gefallen war.
Von 1946 bis 1975 war Środa Śląska Sitz des Powiat Średzki. Diesen Status erreichte es mit der Verwaltungsreform von 1999.

## Wappen
Das Stadtwappen von Środa Śląska zeigt auf einem vertikal geteilten Schild einen halben Schlesischen Adler in gelbem Feld rechts und links drei Weinreben auf weißem Grund. (heraldisch umgekehrt)

## Gemeinde
Zur Stadt- und Landgemeinde Środa Śląska gehören die Stadt selbst und 27 Dörfer mit Schulzenämtern.

## Partnerschaft
- Saterland, Deutschland

## Sehenswürdigkeiten

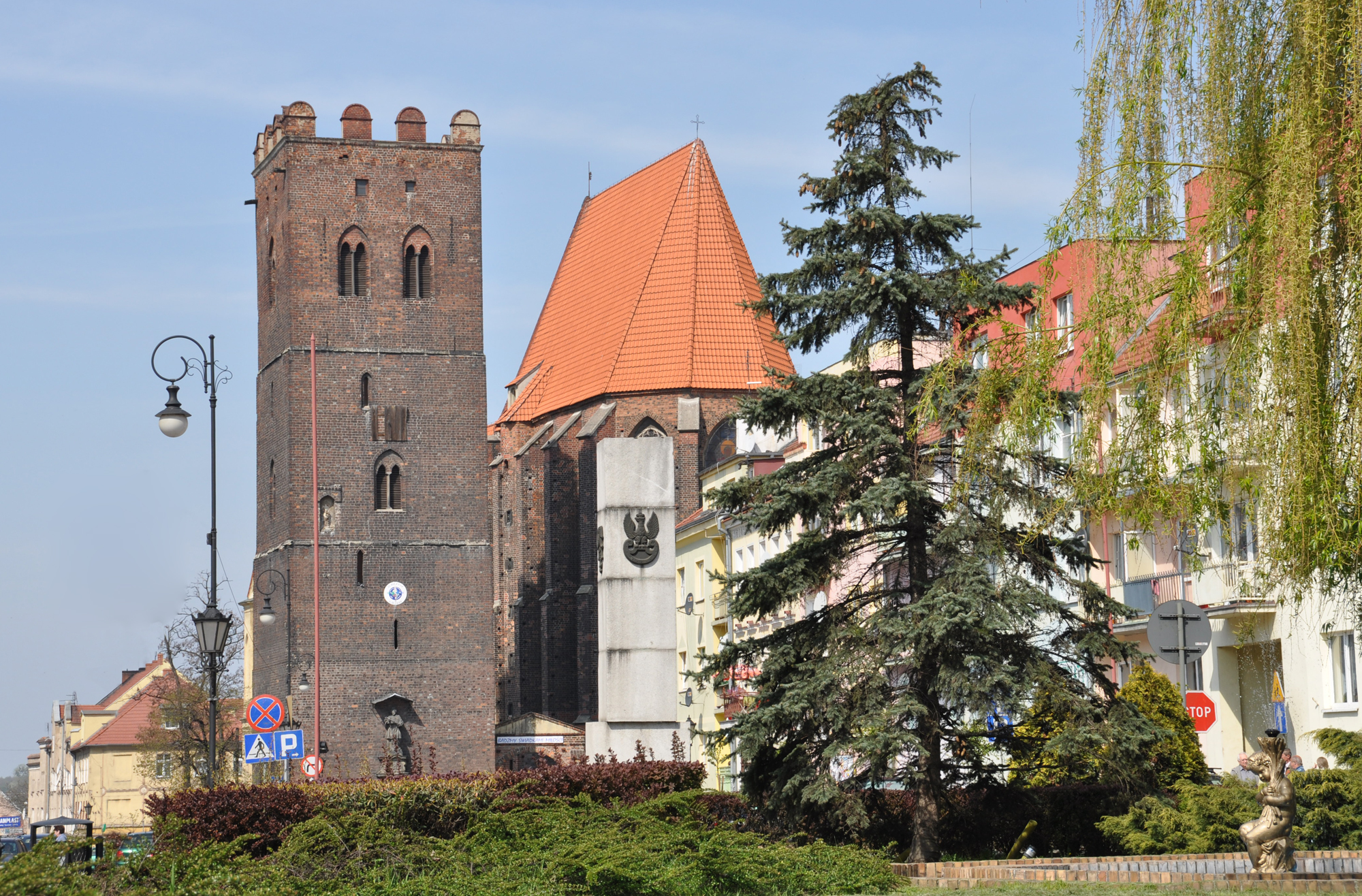
Kirche St. Andreas

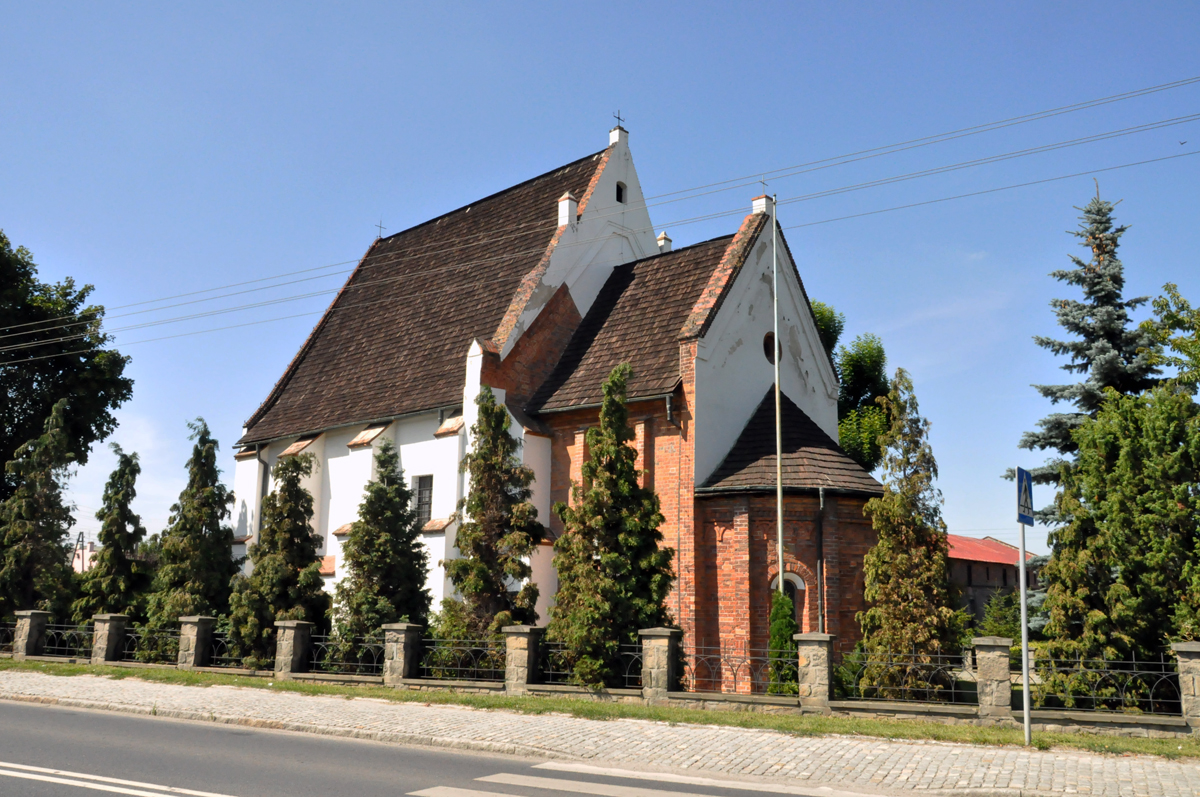
Kirche Mariä Geburt

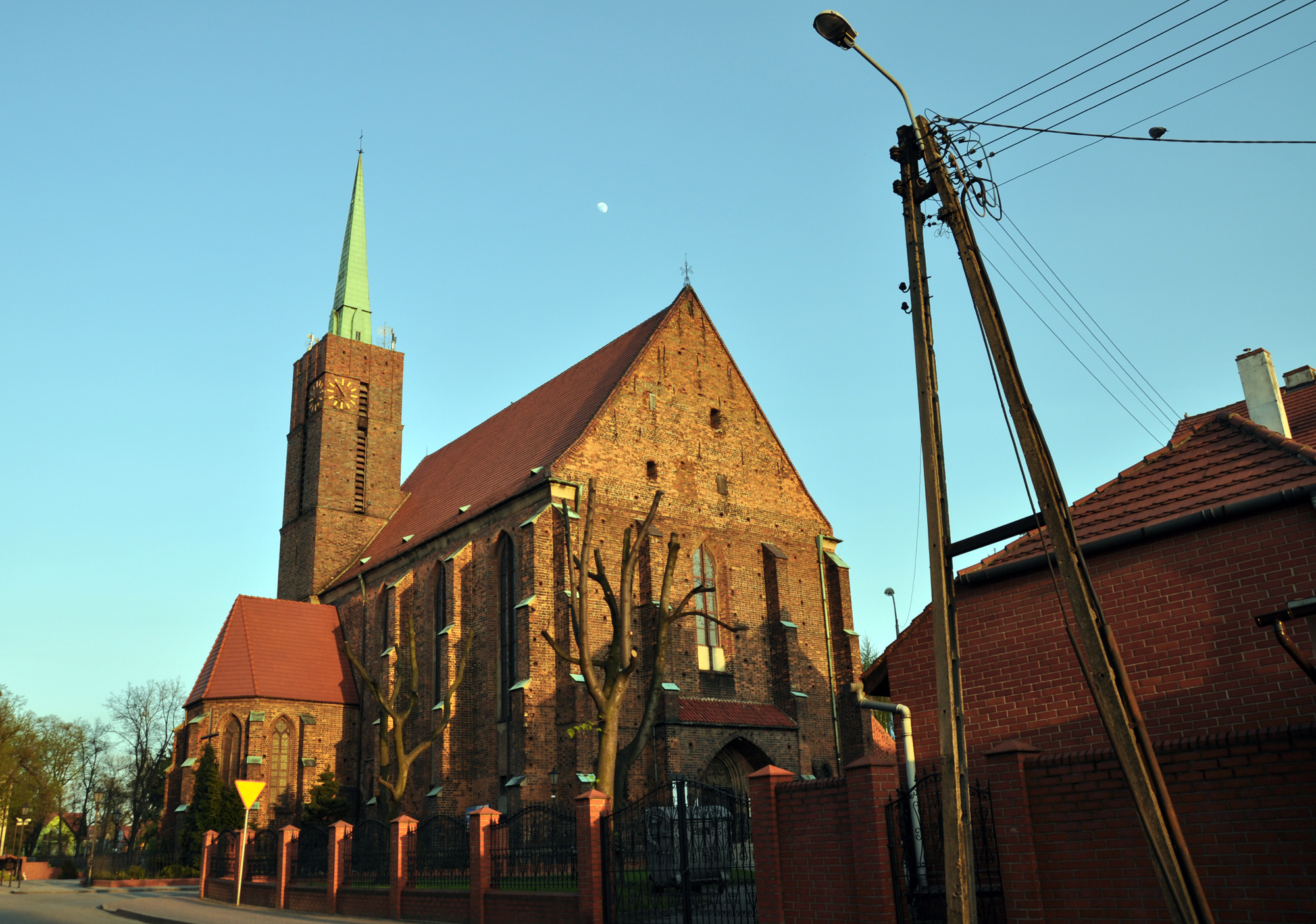
Kirche zur Heiligen Kreuzerhöhung

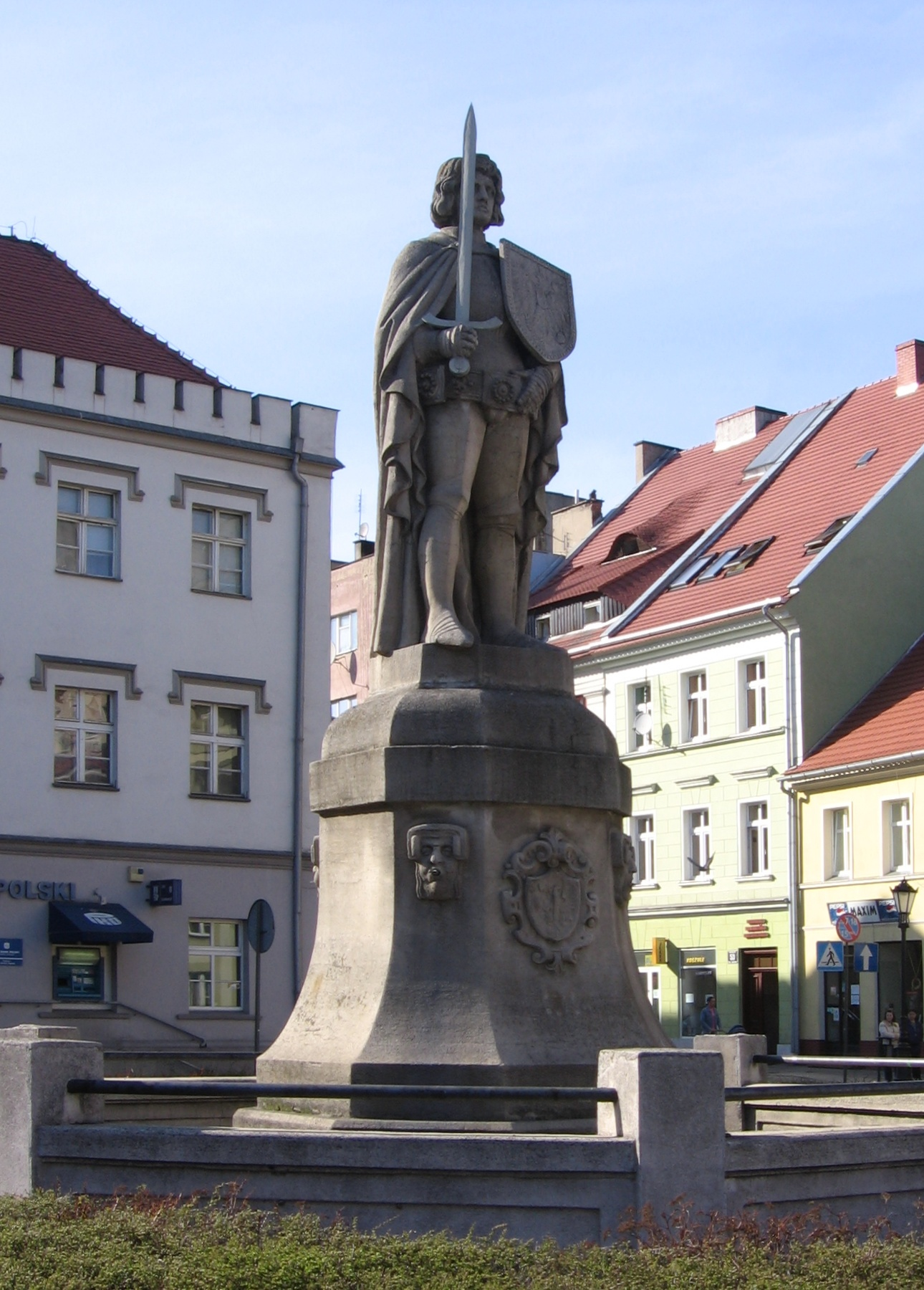
Roland von 1913

- Die Pfarrkirche St. Andreas wurde erstmals 1233 erwähnt und 1248 neu errichtet. Um 1380 wurde sie um den gotischen Chor und die Sakristei erweitert. Im 15./16. Jahrhundert war sie im Besitz der Breslauer Kreuzherren mit dem Roten Stern. Während der Reformation diente sie von 1540 bis 1654 als evangelisches Gotteshaus. Nach der Rekatholisierung wurde sie umgebaut. Den Hauptaltar mit den Figuren der hll. Andreas und Hedwig schuf 1716 der Bildhauer Tobias Stahlmeyster, von dem vermutlich auch die Seitenaltäre stammen. Das Altargemälde Letztes Abendmahl und Gottvater schuf der Maler Georg Wilhelm Neunhertz. An  der Außenwand befinden sich mehrere Grabplatten aus dem 16.–18. Jahrhundert.
- Der freistehende Glockenturm aus Backstein entstand um die Mitte des 14. Jahrhunderts und wurde erst Ende des 16. Jahrhunderts vollendet. Er ist mit Zinnen bekrönt. In einer Nische befindet sich eine gotische Figur der sogenannten „Neumarkter Madonna“, am Turmsockel eine Figur des böhmischen Landesheiligen Johannes Nepomuk aus dem Jahr 1728.
- Die wohl in den 1220er Jahren errichtete Kirche Mariä Geburt gehörte zum Leprosorium, das sich außerhalb der Stadtmauern befand und das von der später heilig gesprochenen Hedwig von Andechs gestiftet worden sein soll. 1349–1535 diente die Marienkirche als Propsteikirche der Opatowitzer Benediktiner. Danach gehörte sie zu den Gütern des Breslauer Johanneshospitals. Dessen Prokurator, der Breslauer Weihbischof Johann Brunetti veranlasste 1699 die Restaurierung der Kirche, die zugleich barockisiert und von ihm am 21. Oktober 1700 geweiht wurde. Infolge der Säkularisation wurde das Kirchengebäude ab 1816 als Magazin genutzt. Seit 1871 diente sie wieder als Kirche. Nach den Zerstörungen von 1945 wurde sie bis 1983 wieder aufgebaut. Die Steinskulptur Muttergottes mit Kind stammt aus der Mitte des 15. Jahrhunderts, die Figuren der hll. Hedwig und Andreas wurden um 1480 geschaffen. Neben der Kirche befinden sich zwei steinerne Bußkreuze.
- Die ehemalige Franziskaner-Klosterkirche der Heiligen Kreuzerhöhung wurde um die Mitte des 15. Jahrhunderts anstelle der in den Hussitenkriegen zerstörten Kirche erbaut. 1527–1675 diente sie als protestantisches Gotteshaus. Anschließend wurde sie bis 1727 umgebaut, 1812 säkularisiert und als Magazin genutzt. 1933 erfolgte ein Wiederaufbau durch die evangelische Kirchengemeinde. An den Innen- und Außenwänden befinden sich Grabplatten und Epitaphien.
- Das Rathaus wurde erstmals 1283 zusammen mit einem Kaufhaus erwähnt. Das heutige Rathaus wurde im 15. Jahrhundert errichtet und 1552 im Renaissancestil umgebaut.
- Der sogenannte Neumarkter Schatz befindet sich im Stadtmuseum. Er wurde 1985–1988 entdeckt und besteht überwiegend aus Münzen und Kleinodien sowie einer Krone, die vermutlich der ersten Gemahlin Kaiser Karls IV., Königin Blanca Margarete von Valois gehörte. Der Schatz wurde wahrscheinlich vom böhmischen Landesherrn Kaiser Karl IV. bei dem Neumarkter jüdischen Kaufmann Muscho verpfändet.
- Die barocken Klostergebäude wurden 1722 anstelle eines hölzernen Vorgängerbaus aus der zweiten Hälfte des 13. Jahrhunderts errichtet. Nach der Säkularisation wurden sie zweckentfremdet genutzt.
- Die Stadtmauer aus dem Ende des 13. Jahrhunderts wurde 1341 durch den böhmischen König Johann von Böhmen verstärkt. Sie wurde von vier Toren unterbrochen (Liegnitzer-, Breslauer-, Schweidnitzer- und Fleischertor).
- Die Rolandstatue wurde 1913 zum einhundertsten Jahrestag des Sieges über Napoleon in der Völkerschlacht bei Leipzig aufgestellt.

## Bevölkerungsentwicklung
| Jahr | Einwohner | Anmerkungen                                           |
| ---- | --------- | ----------------------------------------------------- |
| 1875 | 5531      | [ 1 ]                                                 |
| 1880 | 5862      | [ 1 ]                                                 |
| 1890 | 5860      | davon 3516 Evangelische, 2239 Katholiken und 86 Juden |
| 1933 | 6411      | [ 1 ]                                                 |
| 1939 | 6429      | [ 1 ]                                                 |

## Söhne und Töchter der Stadt
- Johannes von Neumarkt (1310–1380), Bischof von Leitomischl und Olmütz; Kanzler des Kaisers Karl IV.
- Mathias von Neumarkt († 1370), Titularbischof von Trebinje, Weihbischof von Leitomischl und Breslau
- Laurentius Corvinus (1465–1527), Gelehrter
- Kaspar Sagner (1721–1781), Gelehrter Jesuit; seine "Institutiones philosophicae" sind wiederholt aufgelegt
- Leopold Friedrich Karl August von Riedel (1799–1867), preußischer Generalleutnant
- Adam August Krantz (1808–1872), deutscher Mineraloge, Mineralienhändler und Fossiliensammler
- Hugo Ewald von Kirchbach (1809–1887), preußischer General
- Guido Weiss (1822–1899), Mediziner, Publizist und Politiker
- Hugo von Below (1824–1905), preußischer Generalleutnant
- Hugo Magnus (1842–1907), Ophthalmologe und Hochschullehrer in Breslau
- Georg Hans Emmo Wolfgang Hieronymus (1846–1921), Botaniker
- Emil May (1850–1933), war ein Wasserbauinspektor und Regierungs- und Baurat
- Oswald Zimmermann (1859–1910), Politiker, Vorsitzender der Reformpartei (1903–1910), MdR
- Eberhard Gothein (1853–1923), Nationalökonom, Historiker und Politiker
- Georg Gothein (1857–1940), Politiker
- Martin Nicolaus (1870–1945), Kunstmaler
- Richard Scheuermann (1876–1913), Pionier des Profi-Radrennsports
- Otto Regenbogen (1891–1966), klassischer Philologe
- Friedrich Bischoff (1896–1976), Schriftsteller und Rundfunkpionier
- Franz Josef Kallmann (1897–1965), Psychiater und Zwillingsforscher
- Ernst Horn (1905–1945), Studentenfunktionär, SA-Führer
- Hans-Jürgen Puhle (* 1940), Historiker und Politikwissenschaftler
- Karl Stahr (* 1945), Agrarwissenschaftler und Hochschullehrer für Bodenkunde
- Maciej Małyga (* 1979), römisch-katholischer Weihbischof in Breslau
- Paulina Brzeźna (* 1981), polnische Radrennfahrerin